# Жиров, Сергей Васильевич
Сергей Васильевич Жиров (16 января 1949, Москва — 24 ноября 2021, там же) — советский и российский спортсмен, десятикратный чемпион СССР и России, одиннадцатикратный рекордсмен России, шестикратный рекордсмен мира по водно-моторному спорту, неоднократный призёр и победитель в разных классах судов и в разные годы, преподаватель, старший научный сотрудник Московского авиационного института (МАИ).

## Биография
Сергей Васильевич родился в Москве 16 января 1949 года, в спортивной семье, его отец, — Жиров Василий Михайлович (1924—1984) — участник Великой Отечественной войны, многократный рекордсмен и чемпион СССР, заслуженный тренер СССР, главный тренер сборной СССР, а мать Жирова Галина Борисовна (1923) — многократная чемпионка и рекордсменка СССР по водно-моторному спорту, а также заслуженный тренер России.
В 1972 году окончил факультет двигателей МАИ.
В 1964 году начал заниматься водно-моторным спортом, участвовать в соревнованиях, разрабатывать и создавать гоночные суда.
Уже в 1967 году Жиров становится чемпионом Спартакиады народов СССР. В 1969 году устанавливает свой первый всесоюзный рекорд, а в 1972 году одним из первых в СССР устанавливает несколько мировых рекордов.
В 2003 году стал чемпионом мира в составе команды России в классе ENDURANCE PNEUMATICS — CLASS 3.
Скончался 24 ноября 2021 года.

## Общественная деятельность
Один из главных в России зачинателей новых видов соревнований: в 1997 году в рамках 850-летия Москвы, впервые в истории Москвы, с небольшой группой единомышленников организовал и провёл в парке им. Горького чемпионат мира в самом престижном виде судов «Формула 1».
В 1999 году создал новую разновидность водно-моторного спорта — дисциплину «Аквабайк».
В 2000—2003 годах был главным организатором чемпионатов России по аквабайку.
В 2005—2007 годах совместно со спортклубом «Новая Лига» проводил Кубок мира по аквабайку, эти соревнования собирали огромную зрительскую аудиторию (около 60 000 зрителей); впервые в Москве в 2007 году на Москве-реке в Лужниках проводил чемпионат Европы в гонках на выносливость «6 часов Москвы» на спортивных мотолодках.
В 2016 году вице-президент Федерации водно-моторного спорта России.

## Публикации
Автор многих публикаций в научных и популярных журналах по водно-моторной тематике.
- Жиров С., Бронский И. Формула—1 в Москве // Катера и яхты : журнал. — 1998. — Т. 3—4, № 166. — С. 72—73.
- Жиров С. Анатомия «Формулы-1» на воде // Нептун. Спорт и отдых на воде : журнал. — 2002. — № 2. — С. 14—20.

С 1995 г. автор и ведущий программ по водно-моторному спорту на радио и телевидении («Голос России», «Радио-1», «Канал 2х2», «TV спорт», «Русский экстрим», «Авто+»).
Автор более 20 авторских свидетельств и патентов, связанных с водно-моторным спортом.

## Награды
Медали ВДНХ СССР, ВВЦ, НТТМ, международных выставок, неоднократно награждался золотыми медалями Международного салона промышленной собственности «Архимед».
С 1980 года активный участник всесоюзных, всероссийских и международных выставок, смотров и салонов, представитель России в Международном водно-моторном союзе (UIM), вице-президент Федерации водно-моторного спорта Москвы.